# 朗帕河區
朗帕河區（法語：Rivière du Rempart），又译为里维耶尔-迪朗帕区，是非洲東部島國毛里裘斯的9個區之一，位於該國東北部，北面和東面是印度洋，南接弗拉克區，西臨庞普勒穆斯区，行政中心設於馬普，面積148平方公里，2015年人口108,005。

## 部分村庄
- 古德兰兹
- 格朗德贝
- 馬勒勒角